# Local Boys
Local Boys' (Chicos Locales, en español Los chicos del surf en Hispanoamérica) es una película de drama estadounidense del año 2002 de la compañía First Look Media, dirigida por Ron Moler y protagonizada por Jeremy Sumpter, Eric Christian Olsen, Stacy Edwards y Mark Harmon.

## Trama
Dos hermanos están a punto de tener una experiencia que nunca olvidarán. La vida no ha sido fácil para Skeet y Randy desde que su padre murió. Con Jessica, su madre, trabajando, casi siempre el hermano mayor Randy cuida de Skeet, su hermano menor de 12 años, y le muestra una imagen de un fuerte surfeador. Cuando Skeet presenta un comportamiento raro, Randy lo trata con calma, compasión y amor junto a los chicos Willy, David y Zach. 
Skeet (después de que Randy como regalo de cumpleaños le comprara su primera tabla de surf), trata de aprender autodidactamente en las olas del sur de California; y sin darse cuenta el legendario surfista Jim Wesley será quien le enseñe a surfear. 
Anteriormente, Jim había estado casado y había tenido una hija, pero ambas desaparecieron y Randy dedujo equivocadamente que Jim las abandono, pero eso es algo que los une finalmente, ya que Skeet, Randy y Jessica habían perdido a un padre y esposo. Pero no todo será fácil, ya que después de que Randy se da cuenta de que él no le está enseñando surf a "su" hermano menor y que Jim está muy cercano a "su" madre, sus celos de mano fuerte de la familia afloran, como las ganas de Skeet para surfear como un profesional junto con los amigos de Randy.

## Reparto
- Skeet Dobson (Jeremy Sumpter)
- Randy Dobson (Eric Christian Olsen)
- Jim Wesley (Mark Harmon)
- Jessica Dobson (Stacy Edwards)
- Willy (Giuseppe Andrews)
- David Kamelamela (Archie Kao)
- Zach (Lukas Behnken)
- Craig Keolohe (Faleolo Alailima)
- Rick (Dick Dale)
- Samantha (Shelby Fanner)

## Banda sonora
- Surf Bum (Giuseppe Andrews, Lukas Behnken, Archie Kao, Eric Christian Olsen y Jeremy Sumpter).
- Sunny Hours (Long Beach Dub Allstars)
- Don't You Just Know It (P. Smith)
- Back Against The Wall (St. John)
- Temptation Girl (Molly Pasuti)
- The Girl Next Door (The 4 of Us)
- Little Stinky Kitty (The Mermen)
- Hawaiian Wedding Song (Siamese Sex Show)
- Big Dog Walkin' (Buzz Clifford)
- Belo Horizonte (Dick Dale)
- Riverside (America)
- Walkin' Away (Buzz Clifford)